# Sociedad agraria

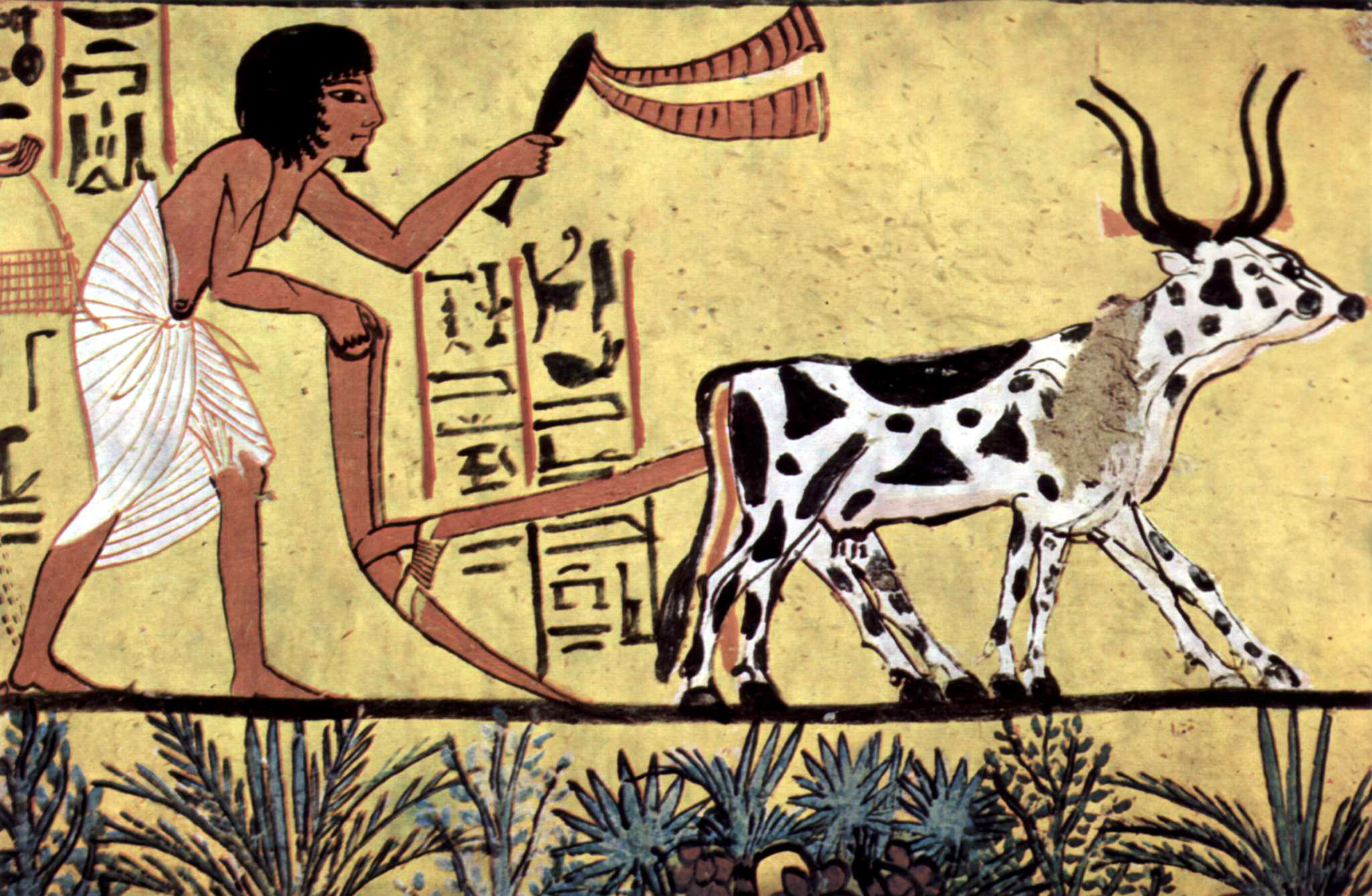
Grabado egipcio con temática agrícola (hacia el 1200 a. C.).

Una sociedad agraria, también denominada sociedad agrícola, se refiere a cualquier sociedad cuya economía se basa en producir y mantener cultivos y sus tierras. Otra manera de definir una sociedad agraria es viendo la cantidad total de producción en una nación.
En una sociedad agraria cultivar la tierra es la fuente principal de riqueza. Tal sociedad puede reconocer otros medios de subsistencia y hábitos de trabajo pero hace hincapié en la importancia de la agricultura y la ganadería. Las sociedades agrarias han existido en varios lugares del mundo ya hace 10.000 años y continúa existiendo hoy. Han sido la forma más común de organización socioeconómica para la mayor parte de la historia humana registrada en el mundo.

## Historia de la agricultura
Las sociedades agrarias fueron precedidas por cazadores y recolectores y por sociedades hortícolas y en transición en la sociedad industrial. La transición a la agricultura, llamada la Revolución Neolítica, ha tenido lugar independientemente varias veces. La horticultura y la agricultura como medios de subsistencia se desarrollaron entre los humanos en algún lugar hace alrededor de 10.000 y 8.000 años en el Creciente Fértil en el Medio Oriente. Las razones de desarrollar la agricultura están debatidas pero pueden haber incluido el cambio climático y la acumulación de exceso de comida para la entrega de regalos competitiva. Seguramente hubiera una transición gradual desde los cazadores-recolectores hasta la economía agrícola después de un largo periodo donde algunos cultivos se cultivaron deliberadamente y otros alimentos fueron recolectados por la naturaleza. Además de la emergencia de cultivar en el Creciente Fértil, la agricultura apareció en: por lo menos en el 6800 a. C. en el Este de Asia (arroz) y, después, en el Centro y Sudamérica (maíz y calabazín). La agricultura a pequeña escala probablemente surgió independientemente en los primeros contextos Neolíticos en India (arroz) y Sureste de Asia (taro). Sin embargo, la dependencia completa en los cultivos domésticos y animales, cuando los recursos naturales contribuían un componente nutricional insignificante para la dieta, no ocurrieron hasta la Edad de Bronce.
La agricultura permite una mayor densidad de población que puede ser mantenida cazando y recolectando y permite la acumulación de exceso de productos para mantener en invierno o vender con fines de lucro. La habilidad de los granjeros de alimentar un gran número de personas cuyas actividades no tienen nada que ver con la producción material fue el factor crucial en el aumento de exceso, especialización, tecnología avanzada, estructuras sociales jerárquicas, la desigualdad y los ejércitos permanentes. Las sociedades agrarias así apoyan la aparición de una estructura social más compleja.
En las sociedades agrarias, algunas de las correlaciones simples entre la complejidad social y el ambiente empiezan a desaparecer. Una opinión es que los seres humanos con esta tecnología han dado un gran paso hacia el control de sus ambientes, son menos dependientes en ellos y por lo tanto muestran menor correlación entre el medio y los rasgos relacionados con la tecnología. Otra opinión bastante distinta es que mientras las sociedades se hacen más grandes y el movimiento de bienes y la gente más baratos, incorporan una gama creciente de variación ambiental dentro de sus bordes y sistema de comercio. Sin embargo, los factores ambientales pueden tener un fuerte rol como variables que afectan a la estructura interna y a la historia de una sociedad en modos complejos. Por ejemplo, el promedio de estados agrícolas dependerá en la facilidad de transporte, las ciudades mayores tenderán a estar localizadas en nodos comerciales, y la historia demográfica de una sociedad puede depender de las enfermedades.
Hasta las décadas recientes, la transición a la agricultura fue vista como un progreso inherente: la gente aprendió que plantar semillas hace que crezcan cultivos, y esta nueva fuente de alimento mejorada llevó a poblaciones más grandes, granja sedentaria y la vida de ciudad, más tiempo libre y por tanto la especialización, escritura, avances tecnológicos y la civilización. Ahora está claro que la agricultura fue adoptada a pesar de ciertas desventajas de ese estilo de vida. Estudios arqueológicos demuestran que la salud se deterioró en poblaciones que adoptaron la agricultura del cereal, volviendo a niveles pre-agrícolas solo en los tiempos modernos. Esto es, en parte, atribuible a la propagación de las infecciones en ciudades concurridas, pero es debido en gran parte por el descenso de la calidad nutricional que acompañó al cultivo de cereal intensivo. La gente en muchas partes del mundo permaneció siendo cazadores-recolectores hasta hace muy poco; aunque eran muy conscientes de la existencia y métodos de la agricultura, se negaron a llevarla a cabo. Se han ofrecido muchas explicaciones, en general centrado en un factor particular que forzó la adopción de la agricultura, como la presión ambiental y de la población.

### Actualmente
La transición de las sociedades agrarias a las sociedades industriales cuando menos de la mitad de su población se dedica directamente a la agricultura. Tales sociedades empezaron a aparecer por la Revolución Comercial e Industrial la cual se puede ver empezando en las ciudades y estados mediterráneos de 1000-1500 d. C. Mientras las sociedades europeas se desarrollaban durante la Edad Media, el conocimiento clásico eran readquiridos por fuentes dispersadas, especialmente las arábigas, y una nueva serie de sociedades comerciales marítimas desarrolladas de nuevo en Europa. Los desarrollos iniciales estuvieron centrados en el Norte de Italia, en las ciudades-estados de Venecia, Florencia, Milán, y en Génova. Alrededor de 1500 algunas de esas ciudades-estados probablemente se encontraron con los requerimientos de tener la mitad de sus poblaciones relacionados con ocupaciones no relacionadas con la agricultura y se convirtieron en sociedades comerciales. Esos pequeños estados estaban muy urbanizados, importaban muchos alimentos, y eran centros de comercio y producción en un grado muy diferente a las sociedades agrarias típicas.
El desarrollo culminante, aún en progreso, fue el desarrollo de la tecnología industrial, la aplicación de fuentes mecánicas de energía a un número de problemas de producción cada vez mayor. Alrededor de 1800, la población agrícola de Bretaña se había hundido a un tercio del total. A mediados del siglo XIX, todos los países de Europa Occidental y los Estados Unidos de América tuvieron más de la mitad de sus poblaciones en ocupaciones no relacionadas con la agricultura. Incluso hoy, la Revolución Industrial está lejos de sustituir al agrarismo con el industrialismo. Solo una minoría de la gente del mundo vive en sociedades industriales a pesar de que la mayoría de las sociedades agrarias predominantes tienen un sector industrial significante.
El mejoramiento de cultivos, mejor administración de los nutrientes de la tierra, y la mejora del control de malezas habían aumentado los rendimientos por unidad de superficie. Al mismo tiempo, el uso de la mecanización había disminuido la labor de obra. El mundo en desarrollo en general produce rendimientos más bajos, teniendo menos de la última ciencia, capital y base tecnológica. Más gente en el mundo se involucra en la agricultura como su primera actividad económica que en cualquier otro, sin embargo solo representa el 4% del PIB. El aumento rápido de la mecanización en el siglo XX, especialmente en forma del tractor, redujo la necesidad de los humanos para realizar tareas exigentes de la siembra, al cosecha y la trilla. Con la mecanización, estas tareas se podían realizar a una velocidad en una escala apenas imaginable antes. Estos avances han resultado en un aumento substancial en el rendimiento de las técnicas agrícolas que también se han trasladado a un descenso del porcentaje de población en países desarrollados que se requieren para trabajar en la agricultura para alimentar al resto de la población.

## Demografía
Las principales consecuencias demográficas de la tecnología agraria fueron simplemente la continuación de la tendencia hacia mayores densidades de población y la tendencia hacia asentamientos más grandes. La última es probablemente una consecuencia más segura de la tecnología agraria que la primera. En principio, el ganado compite con los humanos por la comida y, en algunos entornos, las técnicas avanzadas de horticultura probablemente pueden dar sustento a más personas por kilómetro cuadrado que las técnicas agrarias.
Aparte del promedio de densidad, la tecnología agraria permitió la urbanización de la población a un grado mayor del que era posible bajo la horticultura por dos razones. Primero, el tamaño de asentamientos creció con la tecnología graria porque más granjeros productivos liberaban más gente para las ocupaciones de especialidad urbana. Segundo, las mejoras del transporte por tierra y por mar hicieron posible suministrar grandes ciudades de 1.000.000, más habitántes como Roma, Bagdad y las ciudades capitales chinas. Roma, por ejemplo, pudo atraer ganancia y materias primas desde Sicilia, el Norte de África, Egipto, y el Sur de Francia para sostener grandes poblaciones, incluso con los niveles modernos, usando transporte marítimo en el Mediterráneo. Es su productividad por unidad de labor y las mejoras eficientes del transporte de la tecnología agraria que tuvo el mayor impacto en las características básicas del cultivo periférico de las sociedades agrarias.
Las poblaciones de las sociedades agrarias también han fluctuado substancialmente alrededor de la línea de tendencia, debido a hambres, epidemias de enfermedades y rupturas políticas. Al menos en los puntos álgidos, la densidad de población se ve excedida de vez en cuando al nivel donde todos podrían ser productivos en empleos con los niveles actuales de tecnología. El deterioro de Malthus, subempleo y un descenso en niveles de vida rurales y urbanos de baja clase, sobrevenido.

## Organización Social
Las sociedades agrarias son especialmente conocidas por sus clases sociales extremas y rigidez en cuanto a movilidad social. Como la tierra es la mayor fuente de alimento, los desarrollos de la jerarquía social se basan en la propiedad de la tierra y no en labor. El sistema de estratificación está caracterizado por tres contrastes que coinciden: gobernar frente las masas, la minoría urbana contra la mayoría campesina y la minoría alfabeta contra la mayoría analfabeta. Esto resulta en dos subculturas distintas: la élite urbana contra las masas campesinas. Además, esto significa que las diferencias culturales dentro de las sociedades agrarias aumenta las diferencias entre ellos.
Los estratos de tierrateniente típicamente combinan instituciones militares, religiosas y de gobierno para justificar y hacer cumplir su titularidad y apoyar patrones elaborados de consumo, esclavitud, servidumbre o la esclavitud comúnmente el lote del productor primario. Los gobernantes de las sociedades agrarias no gestionan su imperio para el bien común o en nombre del interés público, sino como una propiedad que poseen y que pueden hacer cuanto quieran. Los sistemas de castas, tal como se encuentran en la India, son mucho más típicos de las sociedades agrarias donde las rutinas agrícolas dependen de un sentido rígido de deber y disciplina. El énfasis en el Occidente moderno en las libertades fue, en gran parte, una reacción a la estratificación escarpada y rígida de las sociedades agrarias.

## Energía
Dentro las sociedades agrarias la fuente principal de energía es la biomasa vegetal. Esto quiere decir que como las sociedades cazadoras-recolectoras, las sociedades agrarias son dependientes de los flujos de energía solar natural. Así las sociedades agrarias están caracterizadas por su dependencia de los flujos de energía exterior, baja densidad energética, y las posibilidades limitadas de convertir una forma de energía a otra. La energía radiante del sol es primeramente atrapada y arreglada químicamente por la fotosíntesis de las plantas. Entonces, es convertida por los animales y, finalmente, procesada para el uso humano. No obstante, al contrario que los cazadores-recolectores, la estrategia básica agrícola es controlar esos flujos. Para este propósito, el sistema agrario usa principalmente organismos vivos que sirven como alimento, herramientas y materiales de construcción. Los dispositivos mecánicos que usan el viento o el agua en movimiento también se pueden usar para convertir flujos naturales de energía. La cantidad de energía que una sociedad agraria puede usar está restringida debido a la baja densidad de energía de la radiación solar y la baja eficiencia de la tecnología.
Para de aumentar la producción, una sociedad agraria debe, o bien incrementar la intensidad de la producción o bien obtener más tierra para expandirse. La expansión debe tener lugar en sitios ya sea reclamando territorios ocupados por otras comunidades o tener lugar al reclamar nuevos nichos ecológicos de otras especies vivas. Sin embargo, las sociedades están aún limitadas por un margen menguante de utilidad en el cual las mejores tierras de cultivo están comúnmente siendo cultivadas, forzando a la gente a mudarse a tierras cada vez menos arables.

## Agrarismo
El agrarismo más a menudo se refiere a una filosofía la cual valora la sociedad agraria como superior a la sociedad industrial y el estrés de la superioridad de una vida rural más simple en comparación con la complejidad y el caos de la vida urbanizada e industrializada. En este punto de vista el granjero es idealizado como autosuficiente y así independiente en contraposición al trabajador remunerado que es vulnerable y alineado en la sociedad moderna. Por otra parte, por lo general el agrarismo vincula trabajar la tierra con moralidad y espiritualidad, y vincula la vida urbana, el capitalismo y la tecnología con una pérdida de la independencia y la dignidad mientras fomenta el vicio y la debilidad. La comunidad agraria, con su comunidad de trabajo y la cooperación, es por lo tanto el modelo de sociedad.
El agrarismo es similar pero no idéntico con los movimientos de vuelta a la tierra. El agrarismo se concentra en los bienes fundamentales en la tierra, las comunidades con más limitada escala política y económica que en la sociedad moderna, y en la vida simple — incluso cuando este cambio implica cuestionar el carácter "progresivo" de algunos desarrollos recientes sociales y económicos. Por tanto, el agrarismo no es la agricultura industrial, con su especialización en los productos y la escala industrial.